# Roberto Linares
Roberto Linares Balmaceda (ur. 10 lutego 1986) – kubański piłkarz występujący na pozycji napastnika.

## Kariera klubowa
Roberto Linares od 2005 występuje w grającym w pierwszej lidze kubańskiej FC Villa Clara.

## Kariera reprezentacyjna
W reprezentacji Kuby Linares zadebiutował w 2008. W 2008 uczestniczył w eliminacjach Mistrzostw Świata 2010 (zdobył w nich cztery bramki). W 2011 po raz pierwszy uczestniczy w Złotym Pucharze CONCACAF.